# Емі Джексон
Емі Луїза Джексон (англ. Amy Louise Jackson, нар. 31 січня 1992, Дуглас, Острів Мен) — британська акторка та модель, знана роботою в індійських фільмах. Переважно знімається у фільмах тамільською мовою, але мала ролі у фільмах мовами гінді, телугу, каннада й англійською. Серед найвідоміших ролей Емі Вілкінсон у «Місто Мадрас» (2010), Сара у «Блискавичний Сінгх» (2015) і Нілу у «Робот 2.0» (2018). Вона отримала кінонагороди від щотижневика «Ananda Vikatan», Міжнародну кінонагороду Південної Індії та Лондонського азійського кінофестивалю.
2007 року почала кар'єру моделі у Великій Британії і відтоді співпрацювала з такими брендами як Hugo Boss, Carolina Herrera, JW Anderson, Bvlgari, Cartier. 2009 року отримала титул «Юна міс світу». Її запросили на кінопроби до Лондона на головну роль у фільмі тамільською мовою «Місто Мадрас» (2010), і попри відсутність акторського досвіду отримала її обрали. Вона дебютувала на гінді у романтичній драмі «Цей божевільний хлопець» (2012), а мовою телугу у «Хто він?» (2014). У 2012 та 2014 роках увійшла до списку «Найбажаніших жінок» від «The Times of India». У США дебютувала як Імра Ардін/Дівчина Сатурн у телесеріалі «Супердівчина» (2017), а у Великій Британії як Німіша в «Бугімені» (2018).
Джексон є покровителькою благодійних організацій, як-от притулок для дівчаток Снеха Саргар. 2018 року її відзначили нагородою Організації Об'єднаних Націй до Міжнародного дня дівчаток. Вона — веганка та захисниця прав тварин, посол PETA з 2016 року, а також підтримує Elephant Family.

## Ранні роки
Народилася в Дугласі, Острів Мен, 31 січня 1992 року в сім'ї уродженців Ліверпуля Маргарити й Алана Джексонів. У неї є старша сестра Алісія, за професією вчителька. Коли Джексон було два роки, сім'я повернулася в Ліверпуль і жила з бабусею в передмісті Вултон, щоб її батько міг продовжити кар'єру на BBC Radio Merseyside. Пізніше батьки розлучилися. Навчалася в коледжі Святого Едварда в передмісті Вест-Дербі і хотіла скласти рівень A з англійської літератури, філософії та етики до того як почне зніматися у кіно.

## Кар'єра

### Модель
Здобула перемоги на конкурсах краси, а 2009 року стала «Юна міс світу». 2009 року почала модельну кар'єру в модельному агентстві Boss Model Management, а потім підписала контракт з лондонським агентством Models 1. 2010 року стала «Міс Ліверпуль». 2010 року змагалася за титул «Міс Англія», але посіла друге місце після Джессіки Лінлі.

### 2010—2012: Успіх в індійському кіно
2010 року індійські кінопродюсери помітили фотографію Джексон на вебсайті «Юна міс світу» і запросили пройти кінопроби для історичної драми «Місто Мадрас» (2010) виробництва Коллівуду. Попри відсутність акторського досвіду, її взяли на головну жіночу роль разом із Ар'єм. Події фільму розгортаються на тлі Індії до здобуття незалежності та розповідає історію доньки британського губернатора, яка закохується в сільського хлопця. Акторка зізналася, що було дуже важко вивчити діалоги тамільською. Фільм вийшов 9 липня 2010 року; його високо оцінили критики та він став фінансово успішним, а Джексон отримала похвалу за свою гру, зокрема: «Це разюче шоу Емі Джексон. Вона просто чудово говорить тамільською мовою, і це одна з вагомих причин подивитися фільм», «Та, хто йде за найвищими нагородами, — це прекрасний образ жінки Емі Джексон, що розривається між своїм коханням і могутньою імперією. Вона виглядає абсолютно прекрасно, добре висловлюється виразними очима та здатна заслужити симпатію глядачів у важкі часи», «Емі Джексон майже ідеальна для ролі молодої дівчини з широко розплющеними очима, яка вперше бачить Індію, зачарована її культурою».
2011 року підписала контракт з Гаутхамом Васудевом Меноном на головну жіночу роль разом із Пратіком Баббаром у фільмі «Цей божевільний хлопець» (2012), гінді-рімейку популярної романтичної драми 2010 року «І небеса заради мене дістанеш?» про християнку (Тріша Крішнан), яка закохується в індуса, але стосункам заважає її батько. Фільм вийшов на екрани у лютому 2012 року. Джексон отримала похвалу за роль і за спільні кадри з Баббаром: «вона зробила чудеса», «вона ніколи не розчаровує».
У вересні 2012 року знялася у ролі другого плану у бойовику тамільською мовою «Сліпий» (2012), разом з Вікрамом і Анушкою Шетті. 2011 року уклала контракт на знімання у фільмі, знімання проходило в Індії та Лондоні, що дозволило Джексон побачитися зі своєю родиною та друзями. Це була її друга співпраця з режисером А. Л. Віджаєм після «Міста Мадрас» (2010). Вона зіграла роль Сари Вінаягам, англо-індійської дівчини британського походження, яка виграла титул «Міс Лондон». Роль принесла їй першу номінацію на премію Filmfare за найкращу жіночу роль другого плану.

### З 2014 року

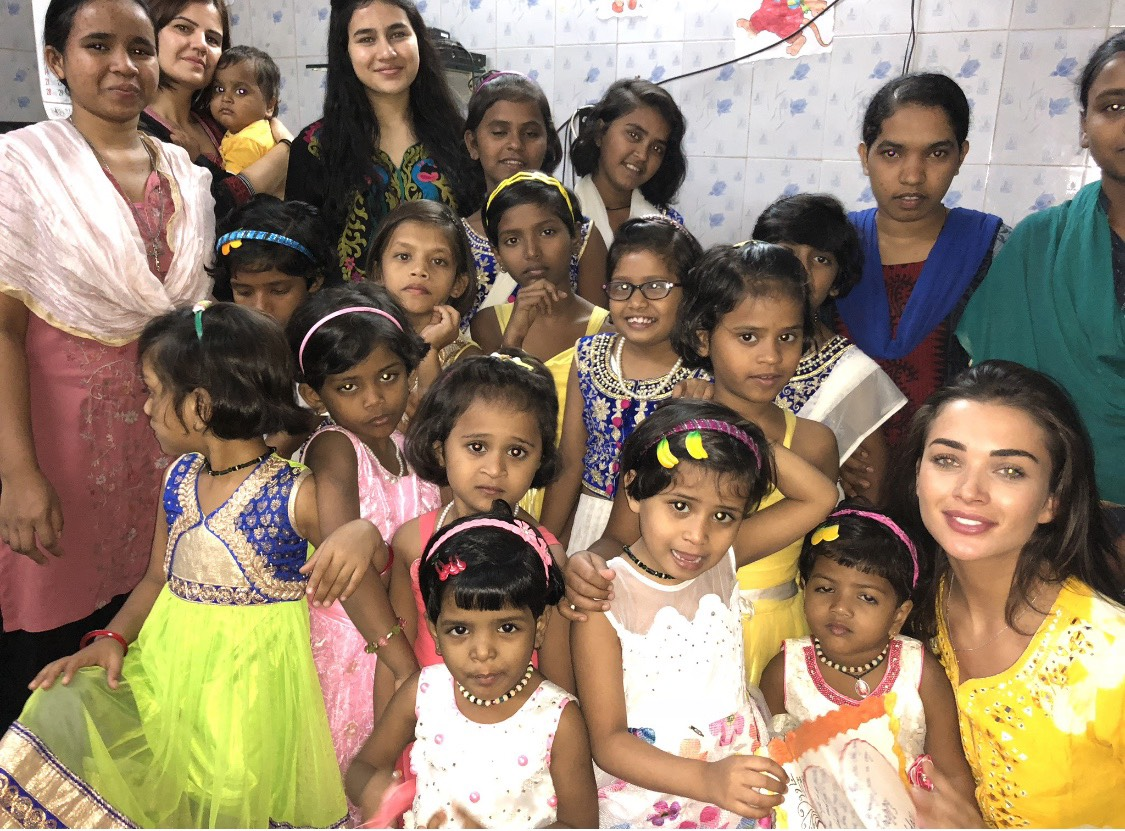
Джексон у дитячому будинку Снеха Сагар у Мумбаї (березень 2016 року)

Дебютувала в кінематографі мовою телугу у фільмі Вамси Пиадіпаллі «Хто він?» (2014) разом з Рамом Чараном Теджем і Шруті Хаасаном 

. Потім знялася в ролі супермоделі Дії в романтичному трилері Шанкара «Я» (2015). Знімання фільму, одного з найдорожчих індійських фільмів на сьогодні, тривали понад два з половиною роки, причому більшу частину фільму знімали в Китаї. Фільм вийшов на екрани 14 січня 2015 року й отримав неоднозначну реакцію критиків, хоча гру Джексон відзначили схвальними відгуками. У «Deccan Chronicle» написали, що вона була «просто чудовою. Вона є ще однією родзинкою фільму і показала зрілу гру», тоді як у «Sify» зазначили, що вона була «найбільшим сюрпризом у фільмі» та «ідеальною красунею». Таким чином, вона посіла перше місце в списку найбажаніших жінок 2014 року від «The Times of India».
Після «Я» (2015) підписала контракт на фільм Прабху Деви «Блискавичний Сінгх» (2015), разом з Акшаєм Кумаром. Вона підписала контракт на участь у надприродному трилері Венката Прабху «Масіламані на прізвисько Масс» (2015), але відмовилася від ролі після зміни сценарію і її персонажа. Натомість вона підписала контракт на фільм Велраджа «Золотий син» (2015) разом із Дханушем і Самантою Рут Прабху.
Незабаром Джексон знялася у фільмі Тірукумарана «Снайпер» (2016), де зіграла англо-індіанську дівчину, за цю роль отримала схвальні відгуки. Брала участь у зніманні «суворого драматичного серіалу BBC». Зіграла головну жіночу роль у фільмі Атлі «Іскра» (2016), де разом із Віджаєм зіграла вчительку малайської мови.
25 вересня 2017 року було оголошено, що Джексон отримала свою першу голлівудську роль Імри Ардін, також знаної як Дівчина Сатурн, у супергеройському драматичному серіалі CW «Супердівчина» (2017). Персонаж вперше з'явився в третьому сезоні. Серіал, заснований на персонажах DC, створених Джеррі Сігелем і Джо Шустером і Berlanti Productions у співпраці з Warner Bros Television.
Зіграла Сіту у фільмі Према «Лиходій» (2018) мовою каннада разом з Шивою Раджкумаром і Судіпом

. Зіграла роль робота андрогуманоїда Ніли у фільмі Шанкара «Робот 2.0» (2018) разом із Раджінікантом й Акшаєм Кумаром. Після п'ятирічної перерви повернувся до знімання з фільмом «Місія: Глава 1».

## Особисте життя
2011 року, під час знімання фільму «Цей божевільний хлопець» (2012), зав'язалися стосунки з індійським актором Пратіком Баббаром 

. 2012 року вони розійшлися.
2012 роках жила у Мумбаї, потім переїхала до Лондона. У грудні 2015 року почала зустрічатися з власником готелів Джорджем Панайоту, сином англо-кіпрського бізнесмена Андреаса Панайоту. Вони заручилися в Замбії 1 січня 2019 року. 19 вересня 2019 року у них народився син. 2021 року пара розлучилася. 2022 року почала зустрічатися з англійським актором Едом Вествіком. Вони заручилися 29 січня 2024 року й одружилися 23 серпня 2024 року.
Джексон постійно відвідує BAFTA, Каннський кінофестиваль, British Fashion Awards і Міжнародні тижні моди. 2017 року її обрали музою L'Agence на The Green Carpet Fashion Awards під час Міланського тижня моди. Про неї писали передові журнали, як-от «Vogue», «Marie Clare», «Cosmopolitan», «ELLE».
Джексон є послом і представницею таких благодійних організацій, як Being Human, Cash and Rocket, лікарні Святого Джуда в Мумбаї та освітньої програми для дівчаток в Індії. 2014 року брала участь зі своїм врятованим котом у кампанії PETA, яка пропагувала брати тварин з притулків.

## Фільмографія
| Рік       |   | Українська назва        | Оригінальна назва  | Роль          |
| --------- | - | ----------------------- | ------------------ | ------------- |
| 2010      | ф | Місто Мадрас            | மதராசபட்டினம்          | Емі Вілкінсон |
| 2012      | ф | Цей божевільний хлопець | एक दीवाना था           | Джессі        |
| 2012      | ф | Сліпий                  | தாண்டவம்              | Сара          |
| 2014      | ф | Хто він?                | ఎవడు                | Шруті         |
| 2015      | ф | Я                       | ஐ                  | Дія           |
| 2015      | ф | Блискавичний Сінгх      | सिंह इज़ ब्लिंग          | Сара Рана     |
| 2015      | ф | Золотий син             | தங்கமகன்             | Гема          |
| 2016      | ф | Снайпер                 | கெத்து                | Нандіні       |
| 2016      | ф | Іскра                   | தெறி                 | Енні          |
| 2016      | ф | Дивакуватий Алі         | फ्रीकी अली             | Мегха         |
| 2016      | ф | Діва                    | தேவி                 | Дженніфер     |
| 2017—2018 | с | Супердівчина            | Supergirl          | Імра Ардін    |
| 2018      | ф | Бугімен                 | Boogie Man         | Німіша        |
| 2018      | ф | Лиходій                 | ದಿ ವಿಲನ್              | Сіта          |
| 2018      | ф | Робот 2.0               | 2.0                | Ніла          |
| 2024      | ф | Місія: Глава 1          | Mission: Chapter 1 | Сандра Джеймс |
| 2024      | ф |                         | क्रैक                | Патриша Новак |